# 永同警察署
永同警察署（ヨンドンけいさつしょ）は、忠北地方警察庁所管の警察署である。

## 管轄区域
- 永同郡

## 沿革
- 1945年10月21日 - 開署
- 1997年7月30日 - 現在の庁舎が完成

## 組織
- 警務課
- 生活安全課
- 捜査課
- 情報保安課

## 管轄地区隊
- 中央地区隊

## 管轄派出所
- 龍山派出所
- 鶴山派出所
- 陽江派出所
- 黄澗派出所
- 上村派出所

## 管轄治安センター
- 深川治安センター
- 陽山治安センター
- 龍化治安センター
- 秋風嶺治安センター
- 梅谷治安センター